# Чемпионат СССР по водному поло 1980/1981
XLI чемпионат СССР по водному поло (XXXVII чемпионат для клубных команд) проходил с 24 декабря 1980 года по 30 сентября 1981 года. Победителем турнира стала команда «Динамо» (Алма-Ата).

## Общая информация
Чемпионат проходил в соответствии с новой редакцией правил водного поло, введённой Международной федерацией плавания (ФИНА) после Олимпийских игр в Москве. Продолжительность матчей была увеличена до 28 минут (4 периода по 7 минут), а кроме того, вратарям было разрешено выполнять свободный бросок от ворот с любого места в пределах двухметровой зоны.
В чемпионате высшей лиги участвовали 12 команд. Они провели двухкруговой турнир, после чего состоялись финалы за 1—6-е и 7—12-е места, в рамках которых команды сыграли в один круг. В итоговых турнирных таблицах суммировались результаты предварительного и финального этапов.
Шестёрка сильнейших команд осталась той же, что и в прошлогоднем чемпионате, но алма-атинское «Динамо» впервые выиграло золотые медали и прервало гегемонию московских клубов, которые беспрерывно побеждали в чемпионатах СССР, начиная с 1951 года. Команда Станислава Пивоварова одержала 15 побед подряд со старта сезона, выиграла предварительную стадию, не отдала соперникам ни одного очка в финальной группе и за два тура до конца турнира оформила чемпионство. Следом за новым чемпионом расположились столичные МГУ, ЦСК ВМФ и «Динамо». «Бело-голубые», усилившие свой состав бывшим лидером военных моряков Владимиром Жмудским и передавшие руководство командой Анатолию Блюменталю, выступили в финальной группе успешнее своих земляков, но остались за чертой призёров.
Киевское «Динамо», как и в прошлом сезоне, выступало в финале за 7—12-е места. В январе 1981 года в Минске участники чемпионата торжественно проводили капитана киевлян, двукратного олимпийского чемпиона Алексея Баркалова на тренерскую работу. Харьковский «Локомотив» занял последнее место и не сумел продлить прописку в высшей лиге. По итогам турнира в первой лиге в сильнейший дивизион вышла команда КЧФ (Севастополь).

## Предварительные игры

### Турнирная таблица
|                           | 1         | 2         | 3         | 4          | 5         | 6          | 7         | 8          | 9         | 10        | 11         | 12         | И  | В  | Н | П  | М       | О  |
| ------------------------- | --------- | --------- | --------- | ---------- | --------- | ---------- | --------- | ---------- | --------- | --------- | ---------- | ---------- | -- | -- | - | -- | ------- | -- |
| 1. «Динамо» (Алма-Ата)    |           | 8:7 7:8   | 10:9 9:8  | 4:3 7:6    | 12:9 7:9  | 8:7 9:6    | 6:5 12:9  | 9:5 8:5    | 10:9 10:4 | 12:5 13:4 | 10:8 7:6   | 11:6 8:6   | 22 | 20 | 0 | 2  | 197:144 | 40 |
| 2. МГУ (Москва)           | 7:8 8:7   |           | 9:7 4:5   | 12:6 5:5   | 8:7 14:11 | 9:7 10:5   | 16:8 10:3 | 11:10 6:5  | 6:7 7:5   | 8:7 14:11 | 16:6 8:5   | 10:9 8:7   | 22 | 18 | 1 | 3  | 206:151 | 37 |
| 3. ЦСК ВМФ (Москва)       | 9:10 8:9  | 7:9 5:4   |           | 4:6 7:5    | 6:5 7:6   | 6:6 10:4   | 8:4 12:10 | 9:8        | 6:3 9:3   | 10:6 8:4  | 13:8 9:8   | 7:5 13:2   | 22 | 17 | 1 | 4  | 182:133 | 35 |
| 4. «Динамо» (Москва)      | 3:4 6:7   | 6:12 5:5  | 6:4 5:7   |            | 8:4 8:8   | 8:7 6:4    | 9:5 11:6  | 9:11 10:12 | 7:5 10:6  | 9:8 14:8  | 8:5 11:4   | 15:10 15:6 | 22 | 14 | 2 | 6  | 189:148 | 30 |
| 5. «Динамо» (Тбилиси)     | 9:12 9:7  | 7:8 11:14 | 5:6 6:7   | 4:8 8:8    |           | 6:6 7:6    | 4:5 9:8   | 6:6 3:4    | 4:5 6:3   | 6:3 8:6   | 7:6 6:6    | 9:6 5:7    | 22 | 8  | 4 | 10 | 145:147 | 20 |
| 6. ККФ (Баку)             | 7:8 6:9   | 7:9 5:10  | 6:6 4:10  | 7:8 4:6    | 6:6 6:7   |            | 4:6 9:8   | 8:5 3:2    | 4:5 7:6   | 11:10 8:8 | 11:9 11:10 | 11:9 6:6   | 22 | 8  | 4 | 10 | 151:163 | 20 |
| 7. «Мехнат» (Ташкент)     | 5:6 9:12  | 8:16 3:10 | 4:8 10:12 | 5:9 6:11   | 5:4 8:9   | 6:4 8:9    |           | 4:5 7:5    | 9:7 7:7   | 9:7 9:9   | 11:9 7:7   | 7:7 8:6    | 22 | 7  | 4 | 11 | 155:179 | 18 |
| 8. «Динамо» (Киев)        | 5:9 5:8   | 10:11 5:6 | 8:9       | 11:9 12:10 | 6:6 4:3   | 5:8 2:3    | 5:4 5:7   |            | 8:6 7:7   | 8:9 8:6   | 7:9 11:10  | 5:8 8:8    | 22 | 7  | 3 | 12 | 153:165 | 17 |
| 9. «Москвич» (Москва)     | 9:10 4:10 | 7:6 5:7   | 3:6 3:9   | 5:7 6:10   | 5:4 3:6   | 5:4 6:7    | 7:9 7:7   | 6:8 7:7    |           | 6:7 7:7   | 6:7 4:5    | 6:4 8:7    | 22 | 5  | 3 | 14 | 125:154 | 13 |
| 10. СКИФ (Минск)          | 5:12 4:13 | 7:8 11:14 | 6:10 4:8  | 8:9 8:14   | 3:6 6:8   | 10:11 8:8  | 7:9 9:9   | 9:8 6:8    | 7:6 7:7   |           | 14:8 7:7   | 8:6 6:6    | 22 | 4  | 5 | 13 | 160:195 | 13 |
| 11. «Динамо» (Львов)      | 8:10 6:7  | 6:16 5:8  | 8:13 8:9  | 5:8 4:11   | 6:7 6:6   | 9:11 10:11 | 9:11 7:7  | 9:7 10:11  | 7:6 5:4   | 8:14 7:7  |            | 7:7 11:7   | 22 | 4  | 4 | 14 | 161:198 | 12 |
| 12. «Локомотив» (Харьков) | 6:11 6:8  | 9:10 7:8  | 5:7 2:13  | 10:15 6:15 | 6:9 7:5   | 9:11 6:6   | 7:7 6:8   | 8:5 8:8    | 4:6 7:8   | 6:8 6:6   | 7:7 7:11   |            | 22 | 2  | 5 | 15 | 145:192 | 9  |

### Матчи
Баку, бассейн СКА
1-й тур. 24 декабря
- МГУ — «Динамо» М — 12:6
- «Динамо» Лв — «Локомотив» — 7:7
- ККФ — «Динамо» К — 8:5

2-й тур. 25 декабря
- «Локомотив» — «Динамо» К — 8:5
- МГУ — «Динамо» Лв — 16:6
- «Динамо» М — ККФ — 8:7

3-й тур. 26 декабря
- «Динамо» Лв — «Динамо» К — 9:7
- «Динамо» М — «Локомотив» — 15:10
- МГУ — ККФ — 9:7

4-й тур. 27 декабря
- МГУ — «Динамо» К — 11:10
- «Динамо» М — «Динамо» Лв — 8:5
- ККФ — «Локомотив» — 11:9

5-й тур. 28 декабря
- МГУ — «Локомотив» — 10:9
- «Динамо» К — «Динамо» М — 11:9
- ККФ — «Динамо» Лв — 11:9

Ташкент, Дворец водного спорта имени В. Митрофанова
1-й тур. 24 декабря
- «Динамо» А-А — СКИФ — 12:5
- ЦСК ВМФ — «Москвич» — 6:3
- «Мехнат» — «Динамо» Тб — 5:4

2-й тур. 25 декабря
- ЦСК ВМФ — «Динамо» Тб — 6:5
- СКИФ — «Москвич» — 7:6
- «Динамо» А-А — «Мехнат» — 6:5

3-й тур. 26 декабря
- «Москвич» — «Динамо» Тб — 5:4
- «Динамо» А-А — ЦСК ВМФ — 10:9
- «Мехнат» — СКИФ — 9:7

4-й тур. 27 декабря
- «Динамо» Тб — СКИФ — 6:3
- «Динамо» А-А — «Москвич» — 10:9
- ЦСК ВМФ — «Мехнат» — 8:4

5-й тур. 28 декабря
- ЦСК ВМФ — СКИФ — 10:6
- «Динамо» А-А — «Динамо» Тб — 12:9
- «Мехнат» — «Москвич» — 9:7

Минск, Дворец водного спорта
6-й тур. 14 января
- «Динамо» А-А — «Динамо» М — 4:3
- «Мехнат» — ККФ — 6:4
- ЦСК ВМФ — «Локомотив» — 7:5
- «Динамо» Лв — «Москвич» — 7:6
- «Динамо» Тб — «Динамо» К — 6:6
- МГУ — СКИФ — 8:7

7-й тур. 15 января
- «Динамо» А-А — МГУ — 8:7
- ККФ — ЦСК ВМФ — 6:6
- «Москвич» — «Локомотив» — 6:4
- «Динамо» Тб — «Динамо» Лв — 7:6
- «Динамо» М — «Мехнат» — 9:5
- СКИФ — «Динамо» К — 9:8

8-й тур. 16 января
- «Динамо» Тб — «Локомотив» — 9:6
- «Динамо» А-А — «Динамо» К — 9:5
- МГУ — «Мехнат» — 16:8
- «Динамо» М — ЦСК ВМФ — 6:4
- «Москвич» — ККФ — 5:4
- СКИФ — «Динамо» Лв — 14:8

9-й тур. 18 января
- «Динамо» М — «Москвич» — 7:5
- «Динамо» А-А — «Динамо» Лв — 10:8
- МГУ — ЦСК ВМФ — 9:7
- ККФ — «Динамо» Тб — 6:6
- СКИФ — «Локомотив» — 8:6

10-й тур. 19 января
- ЦСК ВМФ — «Динамо» К — 9:8
- «Мехнат» — «Динамо» Лв — 11:9
- «Москвич» — МГУ — 7:6
- «Динамо» М — «Динамо» Тб — 8:4
- «Динамо» А-А — «Локомотив» — 11:6
- ККФ — СКИФ — 11:10

11-й тур. 20 января
- ЦСК ВМФ — «Динамо» Лв — 13:8
- «Динамо» М — СКИФ — 9:8
- «Динамо» К — «Москвич» — 8:6
- «Динамо» А-А — ККФ — 8:7
- «Локомотив» — «Мехнат» — 7:7
- МГУ — «Динамо» Тб — 8:7

Киев, Дворец подводного спорта ДОСААФ
12-й тур. 10 февраля
- «Динамо» М — МГУ — 5:5
- «Динамо» Лв — «Локомотив» — 11:7
- ККФ — «Динамо» К — 3:2

13-й тур. 11 февраля
- МГУ — «Динамо» Лв — 8:5
- «Динамо» М — ККФ — 6:4
- «Динамо» К — «Локомотив» — 8:8

14-й тур. 12 февраля
- «Динамо» М — «Локомотив» — 15:6
- МГУ — ККФ — 10:5
- «Динамо» К — «Динамо» Лв — 11:10

15-й тур. 13 февраля
- ККФ — «Локомотив» — 6:6
- «Динамо» М — «Динамо» Лв — 11:4
- МГУ — «Динамо» К — 6:5

16-й тур. 14 февраля
- МГУ — «Локомотив» — 8:7
- ККФ — «Динамо» Лв — 11:10
- «Динамо» К — «Динамо» М — 12:10

Москва, бассейн спорткомплекса «Олимпийский»
12-й тур. 10 февраля
- «Динамо» А-А — СКИФ — 13:4
- «Динамо» Тб — «Мехнат» — 9:8
- ЦСК ВМФ — «Москвич» — 9:3

13-й тур. 11 февраля
- ЦСК ВМФ — «Динамо» Тб — 7:6
- СКИФ — «Москвич» — 7:7
- «Динамо» А-А — «Мехнат» — 12:9

14-й тур. 12 февраля
- «Динамо» Тб — «Москвич» — 6:3
- «Динамо» А-А — ЦСК ВМФ — 9:8
- «Мехнат» — СКИФ — 9:9

15-й тур. 13 февраля
- ЦСК ВМФ — «Мехнат» — 12:10
- «Динамо» Тб — СКИФ — 8:6
- «Динамо» А-А — «Москвич» — 10:4

16-й тур. 14 февраля
- ЦСК ВМФ — СКИФ — 8:4
- «Москвич» — «Мехнат» — 7:7
- «Динамо» Тб — «Динамо» А-А — 9:7

Тбилиси, бассейн республиканского спорткомитета
17-й тур. 10 марта
- «Динамо» А-А — «Динамо» М — 7:6
- МГУ — СКИФ — 14:11
- «Динамо» К — «Динамо» Тб — 4:3
- ККФ — «Мехнат» — 9:8
- ЦСК ВМФ — «Локомотив» — 13:2
- «Динамо» Лв — «Москвич» — 5:4

18-й тур. 11 марта
- ЦСК ВМФ — ККФ — 10:4
- «Москвич» — «Локомотив» — 8:7
- «Динамо» К — СКИФ — 8:6
- МГУ — «Динамо» А-А — 8:7
- «Динамо» М — «Мехнат» — 11:6
- «Динамо» Тб — «Динамо» Лв — 6:6

19-й тур. 12 марта
- «Динамо» Лв — СКИФ — 7:7
- «Динамо» А-А — «Динамо» К — 8:5
- МГУ — «Мехнат» — 10:3
- ЦСК ВМФ — «Динамо» М — 7:5
- «Локомотив» — «Динамо» Тб — 7:5
- ККФ — «Москвич» — 7:6

20-й тур. 14 марта
- «Динамо» М — «Москвич» — 10:6
- «Динамо» А-А — «Динамо» Лв — 7:6
- ЦСК ВМФ — МГУ — 5:4[6]
- СКИФ — «Локомотив» — 6:6
- «Мехнат» — «Динамо» К — 7:5
- «Динамо» Тб — ККФ — 7:6

21-й тур. 15 марта
- ЦСК ВМФ — «Динамо» К — 9:8
- «Динамо» Лв — «Мехнат» — 7:7
- МГУ — «Москвич» — 7:5
- ККФ — СКИФ — 8:8
- «Динамо» А-А — «Локомотив» — 8:6
- «Динамо» М — «Динамо» Тб — 8:8

22-й тур. 16 марта
- «Динамо» М — СКИФ — 14:8
- ЦСК ВМФ — «Динамо» Лв — 9:8
- «Динамо» К — «Москвич» — 7:7
- «Динамо» А-А — ККФ — 9:6
- «Мехнат» — «Локомотив» — 8:6
- МГУ — «Динамо» Тб — 14:11

## Финал за 1—6-е места
Матчи прошли в Москве в бассейне спорткомплекса «Олимпийский».

### Турнирная таблица
|                        | 1    | 2    | 3    | 4    | 5    | 6    | И  | В  | Н | П  | М       | О  |
| ---------------------- | ---- | ---- | ---- | ---- | ---- | ---- | -- | -- | - | -- | ------- | -- |
| 1. «Динамо» (Алма-Ата) |      | 10:7 | 10:8 | 10:6 | 12:6 | 13:7 | 27 | 25 | 0 | 2  | 252:178 | 50 |
| 2. МГУ (Москва)        | 7:10 |      | 11:8 | 9:10 | 11:6 | 10:4 | 27 | 21 | 1 | 5  | 254:189 | 43 |
| 3. ЦСК ВМФ (Москва)    | 8:10 | 8:11 |      | 8:9  | 10:9 | 7:3  | 27 | 19 | 1 | 6  | 223:175 | 39 |
| 4. «Динамо» (Москва)   | 6:10 | 10:9 | 9:8  |      | 9:9  | 9:7  | 27 | 17 | 3 | 7  | 232:191 | 37 |
| 5. ККФ (Баку)          | 6:12 | 6:11 | 9:10 | 9:9  |      | 6:5  | 27 | 9  | 5 | 13 | 187:210 | 23 |
| 6. «Динамо» (Тбилиси)  | 7:13 | 4:10 | 3:7  | 7:9  | 5:6  |      | 27 | 8  | 4 | 15 | 171:192 | 20 |

### Матчи
23-й тур. 25 сентября
- МГУ — ККФ — 11:6
- «Динамо» А-А — «Динамо» М — 10:6
- ЦСК ВМФ — «Динамо» Тб — 7:3

24-й тур. 26 сентября
- «Динамо» М — «Динамо» Тб — 9:7
- МГУ — ЦСК ВМФ — 11:8
- «Динамо» А-А — ККФ — 12:6

25-й тур. 27 сентября
- «Динамо» М — ЦСК ВМФ — 9:8
- ККФ — «Динамо» Тб — 6:5
- «Динамо» А-А — МГУ — 10:7

26-й тур. 29 сентября
- «Динамо» А-А — «Динамо» Тб — 13:7
- «Динамо» М — МГУ — 10:9
- ЦСК ВМФ — ККФ — 10:9

27-й тур. 30 сентября
- МГУ — «Динамо» Тб — 10:4
- «Динамо» А-А — ЦСК ВМФ — 10:8
- «Динамо» М — ККФ — 9:9

## Финал за 7—12-е места
Матчи прошли в Харькове в бассейне «Локомотив».

### Турнирная таблица
|                           | 7     | 8     | 9     | 10  | 11    | 12   | И  | В | Н | П  | М       | О  |
| ------------------------- | ----- | ----- | ----- | --- | ----- | ---- | -- | - | - | -- | ------- | -- |
| 7. «Динамо» (Киев)        |       | 11:7  | 8:9   | 7:7 | 11:11 | 7:8  | 27 | 8 | 5 | 14 | 197:207 | 21 |
| 8. «Мехнат» (Ташкент)     | 7:11  |       | 13:12 | 7:7 | 10:12 | 7:8  | 27 | 8 | 5 | 14 | 199:229 | 21 |
| 9. «Динамо» (Львов)       | 9:8   | 12:13 |       | 6:4 | 7:7   | 13:6 | 27 | 7 | 5 | 15 | 208:236 | 19 |
| 10. «Москвич» (Москва)    | 7:7   | 7:7   | 4:6   |     | 6:6   | 7:4  | 27 | 6 | 6 | 15 | 156:184 | 18 |
| 11. СКИФ (Минск)          | 11:11 | 12:10 | 7:7   | 6:6 |       | 9:12 | 27 | 5 | 8 | 14 | 205:241 | 18 |
| 12. «Локомотив» (Харьков) | 8:7   | 8:7   | 6:13  | 4:7 | 12:9  |      | 27 | 5 | 5 | 17 | 183:235 | 15 |

### Матчи
23-й тур. 25 сентября
- «Динамо» Лв — «Москвич» — 6:4
- СКИФ — «Динамо» К — 11:11
- «Локомотив» — «Мехнат» — 8:7

24-й тур. 26 сентября
- «Динамо» Лв — СКИФ — 7:7
- «Мехнат» — «Москвич» — 7:7
- «Локомотив» — «Динамо» К — 8:7

25-й тур. 27 сентября
- «Динамо» Лв — «Динамо» К — 9:8
- СКИФ — «Мехнат» — 12:10
- «Москвич» — «Локомотив» — 7:4

26-й тур. 29 сентября
- «Москвич» — СКИФ — 6:6
- «Динамо» К — «Мехнат» — 11:7
- «Динамо» Лв — «Локомотив» — 13:6

27-й тур. 30 сентября
- «Локомотив» — СКИФ — 12:9
- «Динамо» К — «Москвич» — 7:7
- «Мехнат» — «Динамо» Лв — 13:12

## Призёры
«Динамо» (Алма-Ата): Ерлан Аяпбергенов, Игорь Баюнов, Сергей Горшков, Анатолий Долгушин, Валерий Коплик, Сергей Королёв, Сергей Котенко, Николай Лошкин, Валерий Машин, Нурлан Мендыгалиев, Аскар Оразалинов, Дмитрий Шайхутдонов, Сергей Щербаков. Тренер — Станислав Пивоваров.
 МГУ: Шалва Бреус, Алексей Бурков, Александр Зеленчев, Александр Клеймёнов, Виталий Комаров, Георгий Крупин, Дмитрий Крылов, Юрий Митянин, Сергей Морозов, Нугзар Мшвениерадзе, Сергей Наумов, Майт Рийсман, Игорь Росляков. Тренер — Михаил Рыжак.
 ЦСК ВМФ: Владимир Акимов, Александр Бойко, Александр Галкин, Алексей Гаргонов, Александр Кабанов, Анатолий Клебанов, Михаил Новиков, Вячеслав Оботков, Андрей Павлов, Виталий Романчук, Сергей Рудаков, Андрей Семёнов, Вячеслав Собченко. Тренер — Александр Шидловский.